# ربد
رَبْد أو عين الثور أو بُلْحُوم (الاسم العلمي: Buphthalmum). جنس نباتات مُزهرة من فصيلة النجمية. يضم نوعان أو ثلاثة. مواطنها الأصلية في أوروبا، والربد الثعبي الزراعي قد أُدخل في أماكن أخرى من العالم.

## الأنواع
- ربد صفصافي الورق